# Johan Lutteman
Johan Lutteman , född 14 oktober 1752 i Alskogs församling, Gotlands län, död 17 augusti 1828 i Sankt Olofs församling, Östergötlands län, var en svensk präst.

## Biografi
Johan Lutteman föddes 1752 som son till kyrkoherden Johan Lutteman och Eva Elisabeth Fries. Lutteman studerade i Visby och blev 2 oktober 1771 student vid Uppsala universitet. Vårterminen 1773 blev han student vid Greifswalds universitet och avlade 1774 filosofie kandidatexamen. Lutteman promoverades 1775 till filosofie magister och reste samma år till Leipzig. Han prästvigdes 3 juni 1778 i Uppsala domkyrka och avlade pastoralexamen 1781. Den 29 maj 1781 blev han kyrkoherde i Hedvigs församling i Norrköping och 2 september 1800 kyrkoherde i Sankt Olofs församling i samma stad, med tillträde direkt. Han blev 1 november 1800 prost. Lutteman avled 1828 i Sankt Olofs församling.
Lutteman var respondent vid prästmötet 1797.

### Familj
Lutteman gifte sig första gången 13 december 1785 med Catharina Charlotta Rudberg (1764–1807). Hon var dotter till stadsläkaren i Norrköping Jacob Rudberg och Anna Catharina Ternell. De fick tillsammans barnen Eva Anna Charlotta Lutteman som var gift med kyrkoherden Olof Löwendal i Tingstads församling, Carolina Catharina Sophia Lutteman (1788–1849) som var gift med klädesfabrikören Lorentz Henric Steinnordh i Norrköping, Johanna Jacobina Lutteman (född 1791), kyrkoherden Johan Martin Lutteman i Othems församling, kyrkoherden Carl Fredric Lutteman i Lofta församling, en dotter (1799–1799), en dotter (1801–1801), Gustaf Dominicus Lutteman (1803–1803) och en son (1806–1806).
Lutteman gifte sig andra gången med Gustava Albertina Boheman (1774–1825). Hon var dotter till kopparslagaren Anders Boheman i Jönköping.

### Översättningar
- 1792 – Öfwer folk-uplysning, des gränsor och fördelar av Johann Ludwig Ewald, Lund.[2]
- 1796 – Religions hand-bok av Johann August Hermes, Göteborg.[2]
- 1796 – Predikoämbetets nytta av Johann Joachim Spalding, Köpenhamn.[2]
- 1799 – Religion, en angelägenhet för människan av Johann Joachim Spalding, Nyköping.[2]
- 1799 – Christliga Theologien i Sammandrag av Morus, Linköping.[2]